# アート・トリップ
アート・トリップ (Art Tripp) ことアーサー・ダイアー・トリップ3世（Arthur Dyer Tripp III、1944年9月10日 - ）は、アメリカ合衆国のカイロプラクターで元ミュージシャンである。1960年代と1970年代に、フランク・ザッパが率いたザ・マザーズ・オブ・インヴェンション（以下、MOI）やドン・ヴァン・ヴリートが率いたキャプテン・ビーフハート・アンド・ザ・マジック・バンドでパーカッショニストとして活動した。

## 経歴

### 初期
オハイオ州アセンズに生まれ、ペンシルベニア州ピッツバーグで育った。小学4年生の時に学校のバンドでドラムの演奏をはじめた。高校時代には、結婚式やフラタニティのパーティ、またダンス・パーティなどでバンドとともにドラムを演奏した。その後ピッツバーグ交響楽団のティンパニ奏者スタンリー・レナードに弟子入りし、シロフォン、ティンパニ、マリンバその他十数種類にも及ぶ打楽器の演奏法を学んだ。
1961年にシンシナティ大学音楽院 (University of Cincinnati College-Conservatory of Music) へ進学して、シンシナティ交響楽団の打楽器奏者 Ed Wuebold を指導教官とした。在学中にシンシナティ交響楽団の正式な団員となり、イーゴリ・ストラヴィンスキーやアイザック・スターン、レナード・ローズ、ホセ・イトゥルビといった高名な音楽家たちと共演した。また、デイトン・フィルハーモニー管弦楽団で2期、シンシナティ・サマー・オペラとシンシナティ・ポップス・オーケストラでもそれぞれ1期、いずれもティンパニストとして活動した。また前衛音楽家ジョン・ケージがシンシナティ大学音楽院に籍を置いて教鞭を振った時に、演奏やワークショップの協力者に指名された。1966年、シンシナティ交響楽団はアメリカ合衆国国務省に送り出されて10週間の世界ツアーを行ない、若きパーカッショニストにさらなる刺激を与えた。
1966年に音楽学士の学位を取得し、1967年には奨学金を得てニューヨークのマンハッタン音楽学校に進学して、フィラデルフィア管弦楽団の元団員で当時メトロポリタン・オペラ・オーケストラに在籍していたティンパニストのフレッド・ヒンガーの指導を受けた。目的は音楽修士号取得のためであったが、現代音楽の世界への露出をつづけることも視野に入れていた。

### パーカッショニストとして
トリップはニューヨークで、ザッパのレコーディング・エンジニアであったリチャード・クンツに紹介された。ザッパはクンツが知遇を得たこのパーカッショニストこそ自分が求めていたような知識と経験を兼ね備えた人物であることを知って、1968年2月23日、ニューヨークのグリニッジ・ヴィレッジにあるアポストリック・スタジオに彼を招いて一緒に演奏してほしいと頼みこんだ。彼は早くも翌日の2月24日のMOIのコンサートでステージに立ち、1969年10月にザッパがMOIを解散するまで在籍して、ドラムス、マリンバ、ヴィブラフォンを演奏した。在籍期間中には『クルージング・ウィズ・ルーベン&ザ・ジェッツ』『アンクル・ミート』の2作のアルバムの制作に携わり、映画に出演し、アメリカやヨーロッパを巡る多くのツアーにも同行した。MOIの解散後、1969年11月にフランク・ザッパ・アンド・フレンズのメンバーとして、ザッパ（ギター）、ジェフ・シモンズ（ベース・ギター）、イアン・アンダーウッド（アルト・サクソフォーン、キーボード）と共に数回ステージに立ったのち、ザッパと袂を分かった。
同じころにはチャド・スチュワートやブラザーフッド・オブ・マンともレコーディングした。また、スマザーズ・ブラザーズ (Smothers Brothers) のサマー・スペシャルのためにパーカッショニストとして雇われたり、ステージ・ショー "Oh! Calcutta!" のピット・オーケストラのパーカッショニストに勧誘されたりもした。
トリップはかねてからヴァン・ヴリートと一緒に活動することを話し合っていて、1970年にキャプテン・ビーフハート・アンド・ザ・マジック・バンドに加入した。彼はエド・マリンバのステージ名で1974年まで在籍して、4作のアルバムの制作に携わり、アメリカやイギリスなどヨーロッパ諸国への度重なるツアーに参加した。彼はこの時期にもライ・クーダーやオーネット・コールマンからアルバムの共同制作の話をもちかけられたが、キャプテン・ビーフハート・アンド・ザ・マジック・バンドのリハーサルやツアー以外のことに時間を費やすのを避けるために断った。
1974年、ヴァン・ヴリート以外のメンバー全員が内部での悶着が原因で脱退した。彼等はマラードというバンド名を名乗り、新曲の作曲とリハーサルをはじめ、ジェスロ・タルの強力な支援のもとで1975年にアルバム『マラード』を完成した。しかし、トリップはこの頃には既に音楽ビジネスに失望しており、この後ピッツバーグへ戻って父親とともに保険業者となることを選んだ。
3年の時を経て保険産業はやはり自分の望んだ職業ではないと自覚して、音楽業界への復帰を決意する。1978年、ハリウッドへ戻ってMOIでの同僚だったアンダーウッド夫妻のもとに滞在し、スタジオ・ミュージシャンとしてアル・スチュワートといったアーティストやその他の商業音楽製作者のためのレコーディングに携わった。しかし、スタジオ作業にはライブ演奏のような魅力がなかったため、またしても音楽の仕事に幻滅するようになった。

### カイロプラクターとして
ちょうど同じ頃、ハリウッドの開業医であるジョン・ハンソン医師のカイロプラクティック治療を受けたところ、自分が優れたカイロプラクターとなる天賦の才を持っていることを指摘された。彼は16歳の頃からカイロプラクティック治療を受けて、この治療法に強い賛嘆の念を抱いていたため、直ちにカイロプラクターの本格的な勉強を開始した。
1983年にカイロプラクターの免許を取得し、カリフォルニア州ユーリカで開業した。2000年、カリフォルニア州政府のいや増す圧政に嫌気がさしてミシシッピ州ガルフポートに居を移し、開業医として治療を続けて成功した。

## ディスコグラフィ
- 1968年 - マザーズ・オブ・インヴェンション『クルージング・ウィズ・ルーベン&ザ・ジェッツ』
- 1969年 - マザーズ・オブ・インヴェンション『アンクル・ミート』
- 1969年 - ワイルドマン・フィッシャー『An Evening With Wild Man Fischer』
- 1970年 - マザーズ・オブ・インヴェンション『バーント・ウィーニー・サンドウィッチ』
- 1970年 - マザーズ・オブ・インヴェンション『いたち野郎』
- 1970年 - キャプテン・ビーフハート・アンド・ザ・マジック・バンド『リック・マイ・デカルズ・オフ、ベイビー』
- 1970年 - ジャン＝リュック・ポンティ『King Kong』
- 1970年 - スマザーズ・ブラザーズ『The Smothers Brothers Summer Show』
- 1972年 - キャプテン・ビーフハート『ザ・スポットライト・キッド』
- 1973年 - キャプテン・ビーフハート・アンド・ザ・マジック・バンド『クリア・スポット』
- 1974年 - キャプテン・ビーフハート・アンド・ザ・マジック・バンド『アンコンディショナリー・ギャランティード』
- 1975年 - マラード『Mallard』
- 1978年 - キャプテン・ビーフハート・アンド・ザ・マジック・バンド『シャイニー・ビースト』
- 1978年 - アル・スチュワート『Time Passages』
- 1988年 - フランク・ザッパ『You Can't Do That on Stage Anymore, Vol. 1』
- 1991年 - フランク・ザッパ『You Can't Do That on Stage Anymore, Vol. 4』
- 1991年 - マザーズ・オブ・インヴェンション『The Ark』
- 1992年 - フランク・ザッパ『オン・ステージ Vol. 5』
- 1992年 - ジェファーソン・エアプレイン『Loves You』
- 1993年 - ザッパ／マザーズ『アヘッド・オブ・ゼア・タイム』
- 1994年 - ティム・バックリィ『Live at the Troubadour 1969』
- 1996年 - フランク・ザッパ『ロスト・エピソード』
- 1998年 - フランク・ザッパ『ミステリー・ディスク』
- 1999年 - キャプテン・ビーフハート・アンド・ヒズ・マジック・バンド『グロウ・フィンズ:レアリティーズ 1965–1982』
- 2003年 - ジェファーソン・エアプレイン『Crown of Creation』

## フィルモグラフィ
- 200 Motels（1971年）[6]
- Uncle Meat（1987年）[7][8]
- The True Story of Frank Zappa's 200 Motels（1989年）[9][10]